# Stylus
 "Griffel" omdirigeres hertil. For en blomsts griffel, se frugtanlæg.
En stylus er en lille pen, typisk lavet af hårdt plast, der bruges som skrivepen, pegepen og pegepind; i moderne sammenhæng, til håndholdte computere.
Stylusen kendes helt fra det 4. årtusinde f.Kr., hvor den blev brugt til at skrive kileskrift.
Ordet stylus har oprindelse i det græske ord στυλος "søjle", der via etruskisk blev til det latinske ord stilus.
I antikken var stylus en stift af bronze som man anvendte for at skrive på en vokstavle. Siden begyndelsen af 1100-tallet brugte man også blødere metaller som bly, sølv eller tin, men også ben, tak og træ. Siden 1200-tallet har de fleste styli haft en metaltorn på spidsen og  et firkantet eller et bredt udvidet hoved, hvormed udglattes og skrives igen på tavlen. 
Griffel er en anden betegnelse, der stammer fra græsk γραφειον grapheion "skrive", via det tilsvarende latinske ord grapheum.
Så sent som første halvdel af 1900-tallet var det almindeligt at skrive med griffel og tavle i danske skoler.
Både tavle og griffel var som oftest af skifer, en særlig type skifer lod sig spalte til lange stænger. 
I 1957 introducerede Tom Dimond en stylus pen som et redskab til et elektronisk instrument, og siden har blandt andet Nintendo benyttet sig af stylus penne til deres håndholdte spillemaskiner.

## Griffel (botanik)
Griffel (stylus) er også et botanisk fagudtryk: En steril del af frugtanlægget, der forlænger frugtknuden og ender i et støvfang.